# 고야마쓰 도모야
고야마쓰 도모야(일본어: 小屋松 知哉, 1995년 4월 24일 ~ )는 일본의 축구 선수이다. 현재 J1리그의 가시와 레이솔에서 뛰고 있다.

## 구단 경력
그는 2014년부터 J리그의 나고야 그램퍼스, 교토 상가 FC, 사간 도스, 가시와 레이솔에서 뛰었다.